# Hynobius katoi
La salamandra de Kato (Hynobius katoi) es una especie de anfibio caudado de la familia Hynobiidae. Es endémica del Japón. Su hábitat natural son los bosques templados y los ríos y marismas. 